# Apollo Kitharoidos (Berlin SK 44)
Eine Statue vom Typus Apollo Kitharoidos (auch Apollo Kitharodos und Apollo Citharoedus) befindet sich in der Antikensammlung Berlin im Alten Museum (Inventarnummer Berlin SK 44). Es handelt sich um eine römische Kopie, vermutlich aus dem 2. Jahrhundert n. Chr., eines griechischen Originals.

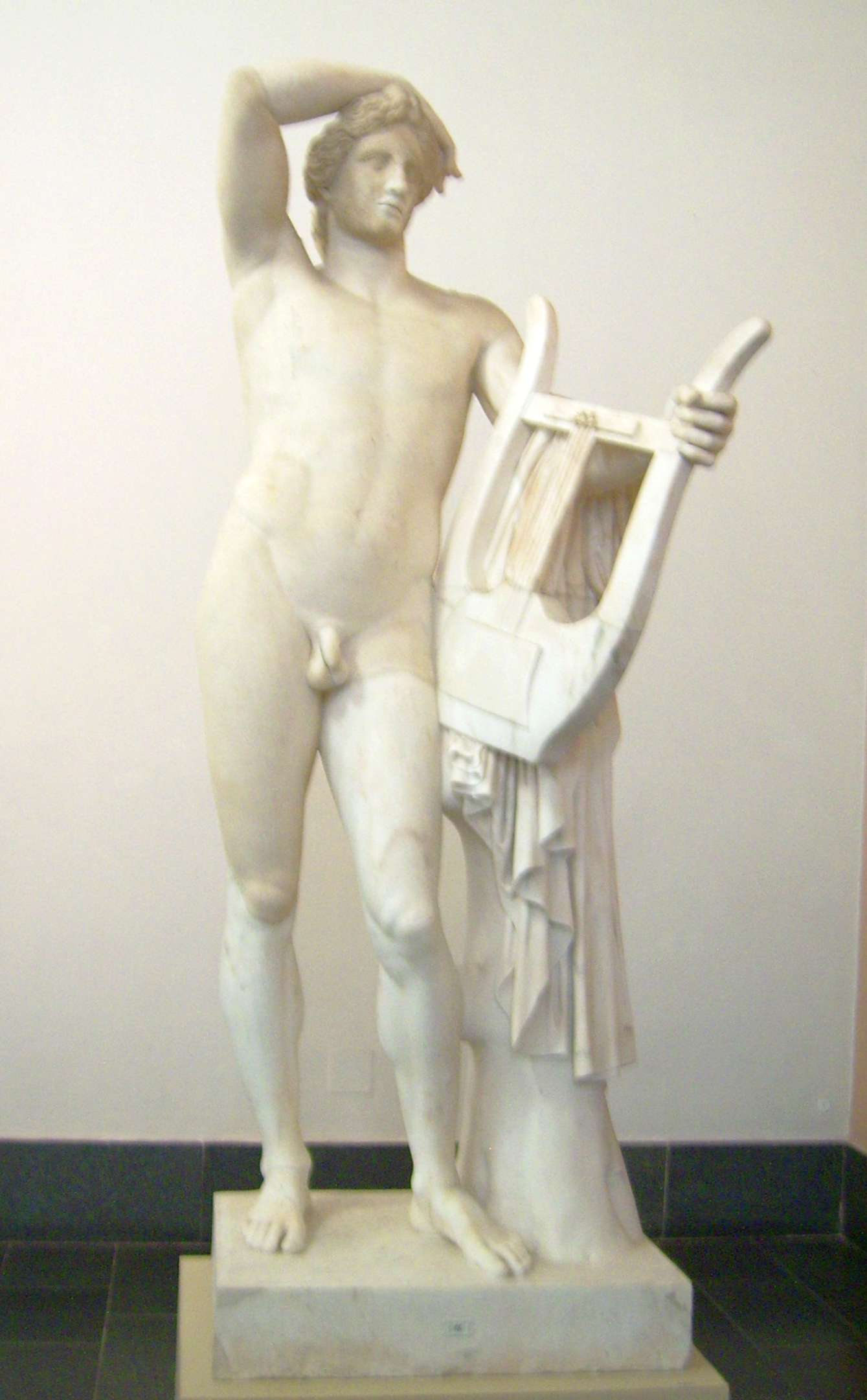
Ehemalige Aufstellung im Nordflügel des Pergamonmuseums

## Beschreibung
Die 213 cm hohe, also überlebensgroße Marmorstatue, die den Gott in heroischer Nacktheit zeigt, wurde in Rom geschaffen. 1766 wurde sie in Rom durch Vermittlung von Giovanni Ludovico Bianconi für Friedrich den Großen erworben. Einem Brief Johann Joachim Winckelmanns lässt sich entnehmen, dass die Statue im Rahmen des Handels in der Werkstatt des Restaurators Bartolomeo Cavaceppis restauriert und ergänzt wurde. Dabei wurden der rechte Arm ab dem Ellenbogen, der gesamte linke Arm samt der Kithara, das gesamte linke Bein, das rechte Bein ab Kniehöhe, Füße, Basis, Stütze, Teile des Halses, Penis und beide Hoden ergänzt. Der kopflosen Statue wurde der Kopf einer anderen römischen Kopie des Apollo Kitharoidos aufgesetzt.
Es ist unklar, welchen Gegenstand die Statue wirklich gehalten hat, bei der Ergänzung ließ Cavaceppi seiner Fantasie freien Lauf und orientierte sich dabei an einer Apollo-Statue aus den Kapitolinischen Museen. Wahrscheinlich ist die Statue eine Kopie der bei Lukian erwähnten Statue des Apollon Lykeios aus dem Lykeion in Athen. Das nicht erhaltene griechische Original wird aus stilistischen Gründen in die 2. Hälfte des 4. Jahrhunderts v. Chr. datiert. Wahrscheinlich war der Bildhauer des Werkes ein attischer Künstler, häufig wird Praxiteles als möglicher Schöpfer genannt. Heute sind etwa 30 Kopien, meist in Form von Torsi oder Porträts, überliefert. Kein anderer Typus des Apollon ist in mehr antiken Kopien erhalten geblieben und es ist anzunehmen, dass diese Form in der römischen Kaiserzeit besonders beliebt war.
In Potsdam wurde die Statue zunächst vor dem Neuen Palais aufgestellt. 1826 wurde sie nach Berlin in die neu geschaffene Antikensammlung überführt. Da die Witterung der Statue in den knapp 60 Jahren ihrer freien Aufstellung sehr zugesetzt hatte, wurde sie zuvor in der Werkstatt von Christian Daniel Rauch restauriert. 2001/02 wurde die Statue erneut restauriert, dabei wurden korrodierte Metalldübel entfernt und durch sie verursachte Schäden repariert. In der Antikensammlung befindet sich eine weitere Kopie des Apollon Lykeios, ein 1842 aus der Sammlung der Marchesa Galli in Florenz erworbener Torso.
Auffällig ist am Berliner Apollo Kitharoidos die Einziehung der Taille auf der Seite des Standbeins. Das fehlende Schamhaar symbolisierte die Jugendlichkeit des Gottes. Beide Füße stehen mit ganzer Sohle auf dem Boden, die Proportionen sind sehr schlank gearbeitet. All das entspricht der üblichen Darstellungsweise für den Gott in der klassischen Kunst des 4. Jahrhunderts v. Chr., wie es beispielsweise auch beim Apollo von Belvedere erkennbar ist. Die Säule, die das Original des 4. Jahrhunderts v. Chr. aufwies, wurde in römischer Zeit eher selten mitkopiert. Auch der Berliner Apollo Kitharoidos hatte eigentlich keine Säule an seiner Seite.